# Guy Victor Howard

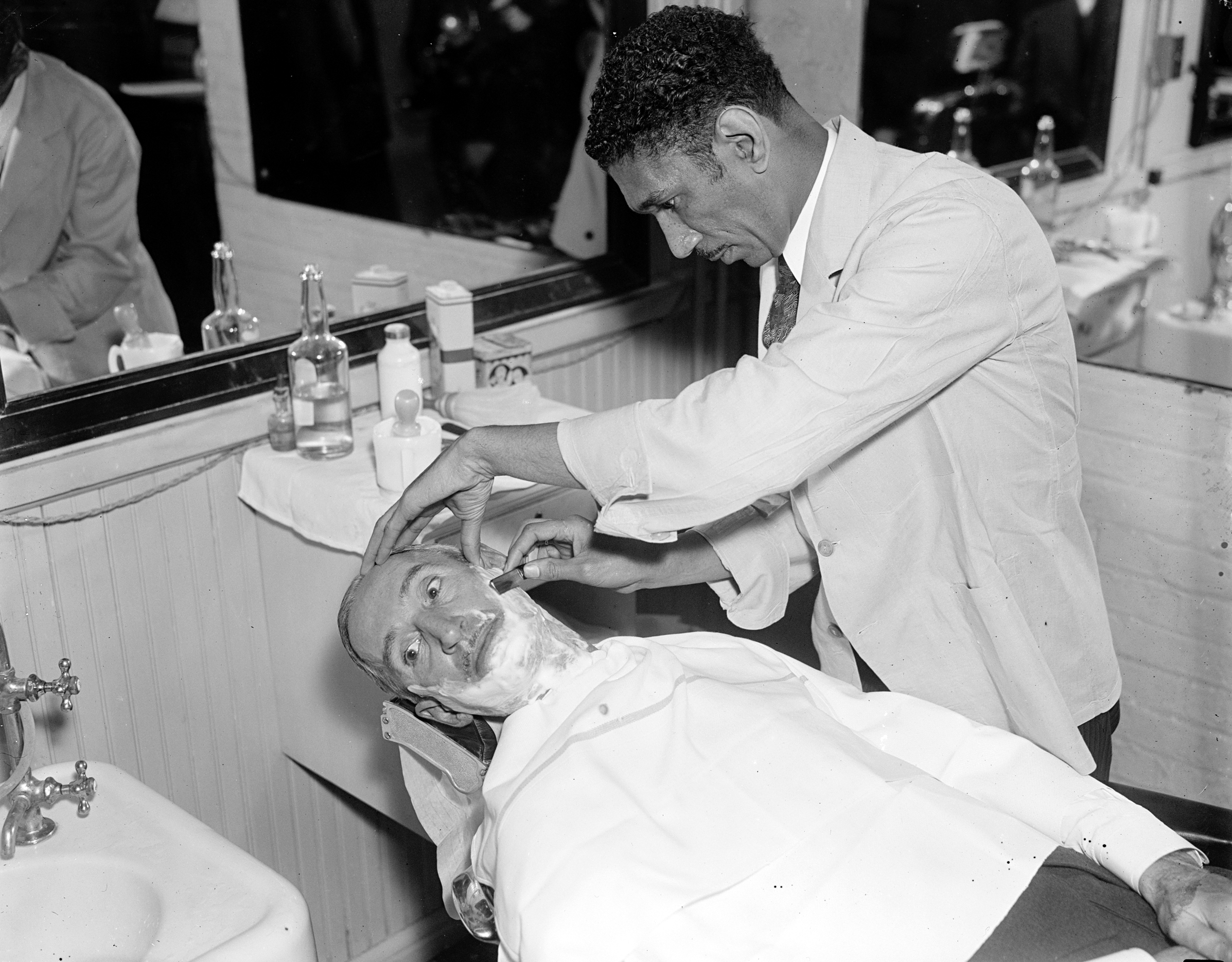
Guy Victor Howard lässt sich im Frisörsalon des Senats rasieren. (1936)

Guy Victor Howard (* 28. November 1879 in Minneapolis, Minnesota; † 20. August 1954 ebenda) war ein US-amerikanischer Politiker der Republikanischen Partei.

## Leben

### Frühes Leben
Nach dem Besuch der Pflichtschule absolvierte Howard zunächst die Minneapolis School of Business und zuletzt die Georgetown University, an der er seinen Abschluss in Betriebswirtschaftslehre erlangte. 1897 erhielt er seine erste Anstellung in der Postverteilungsstelle des US-Repräsentantenhauses, eine Aufgabe, die er bis 1901 innehatte. Als er genug Geld gespart hatte, gründete er 1901 in seiner Heimatstadt Minneapolis ein Versicherungsunternehmen. 1912 fand Howard eine Stelle bei der Kfz-Meldestelle im Hennepin County, wo er bis 1934 arbeitete.

### Politischer Werdegang
1916 war Howard einer der Wahlmänner, deren Aufgabe es war, im Electoral College den US-Präsidenten zu wählen. Als Republikaner gab er seine Stimme dem in Minnesota siegreichen Charles Evans Hughes, der bundesweit allerdings gegen Woodrow Wilson verloren hatte.
1936 trat er nach dem Tod von Thomas David Schall bei der Nachwahl um dessen Sitz im Senat der Vereinigten Staaten an und setzte sich mit 42,9 Prozent der Stimmen gegen den unabhängigen Kandidaten N. J. Holmberg durch. Da er bei der zeitgleich stattfindenden Wahl für die folgende Legislaturperiode nicht antrat, verblieb Howard lediglich 60 Tage lang, vom 4. November 1936 bis zum 3. Januar 1937, im Senat. Dann löste ihn der bei der regulären Wahl siegreiche Ernest Lundeen von der Farmer-Labor Party ab.
Nach seiner kurzen Zeit in Washington, D.C. zog sich Howard ins Privatleben zurück. Er starb 1954, im Alter von 74 Jahren.